# Villa Juárez (Aguascalientes)
Villa Juárez es una ciudad Mexicana en el municipio de Asientos, Aguascalientes, siendo la más habitada de su municipio con 5976 en 2020 y está situada a 35 kilómetros de la capital del estado.

## Demografía
Hay un total de 5,976 habitantes, de los cuales hay 2,881 hombres y 3,095 mujeres. El ratio mujeres/hombres es de 3,038, y el índice de fecundidad es de 2,4 hijos por mujer. Del total de la población, el 11,85% proviene de fuera del Estado de Aguascalientes. El 3,19% de la población es analfabeta (el 2,36% de los hombres y el 3,21% de las mujeres). El grado de escolaridad es del 9.8 (8.02 en hombres y 8.39 en mujeres).

## Estructura Económica
Según un estudio de Nuestro México, En Villa Juárez hay un total de 3,340 hogares.
De estas 3,340 viviendas, 156 tienen piso de tierra y unos 95 consisten de una sola habitación.
3,142 de todas las viviendas tienen instalaciones sanitarias, 3,330 son conectadas al servicio público, 2,922 tienen acceso a la luz eléctrica.
La estructura económica permite a 1,336 viviendas tener una computadora, a 2,965 tener una lavadora y 2,199 tienen una televisisón.